# Аргос и Нафплион (сеньория)

Аргос и Нафплион на карте Пелопоннеса

Сеньория Аргоса и Нафплиона — феодальное владение в составе княжества Ахейя, существовавшее в 1212—1388 годах.
Греческие города Аргос и Нафплион были завоёваны крестоносцами в 1211—1212 гг. и включены в состав княжества Ахейя.
Князь Жоффруа I де Виллардуэн передал их в качестве фьефа афинскому герцогу Оттону де ла Рошу.
С тех пор сеньория оставалась во владении герцогов Афинских из династий де ла Рош и де Бриенн, даже после завоевания Афин Каталонской компанией (1311).
После смерти герцога Готье II де Бриенна (1356) сеньорию Аргоса и Нафплиона унаследовал его шестой сын Ги д’Энгьен. Он поселился в своих греческих владениях и в 1370—1371 гг. вместе с братьями тщетно пытался отвоевать часть территории, захваченной арагонцами.
Ги д’Энгьен умер в 1376 году, и ему наследовала дочь — Мария д’Энгьен. Она правила сеньорией совместно с мужем — знатным венецианцем Пьетро Корнаро. Когда тот умер в 1388 году, Мария продала свои греческие владения Венеции.